# Museu Mevlana
O Museu Mevlana (em turco: Mevlana Müzesi) é um museu localizado na cidade de Cônia, na Turquia, onde se localiza o mausoléu de Jalal ad-Din Muhammad Rumi, um místico sufi também conhecido como Mevlâna, ou Rumi. O edifício também foi a antiga loja (tekke) dervixe da ordem mevlevi, conhecidos como dervixes rodopiantes.